# کارلوس دی اولیویرا
کارلوس دی اولیویرا (انگلیسی: Carlos de Oliveira؛ ۱۰ اوت ۱۹۲۱ – ۱ ژوئیهٔ ۱۹۸۱) یک نویسنده، و شاعر اهل پرتغال بود.